# Kreis Arbedo-Castione
Der Kreis Arbedo-Castione bildet zusammen mit den Kreisen Bellinzona und Sant’Antonino den Bezirk Bellinzona des Kantons Tessin in der Schweiz. Der Sitz des Kreisamtes ist in Arbedo-Castione.

## Gemeinden
Der Kreis setzt sich aus zwei Gemeinden zusammen:
| Wappen          | Name der Gemeinde | Einwohner (31. Dezember 2023) | Fläche in km² | Einw. pro km² | BFS-Nr |
| --------------- | ----------------- | ----------------------------- | ------------- | ------------- | ------ |
| Arbedo-Castione | Arbedo-Castione   | 5108                          | 21,39         | 239           | 5001   |
| Lumino          | Lumino            | 1614                          | 10,10         | 160           | 5010   |